# ツガル

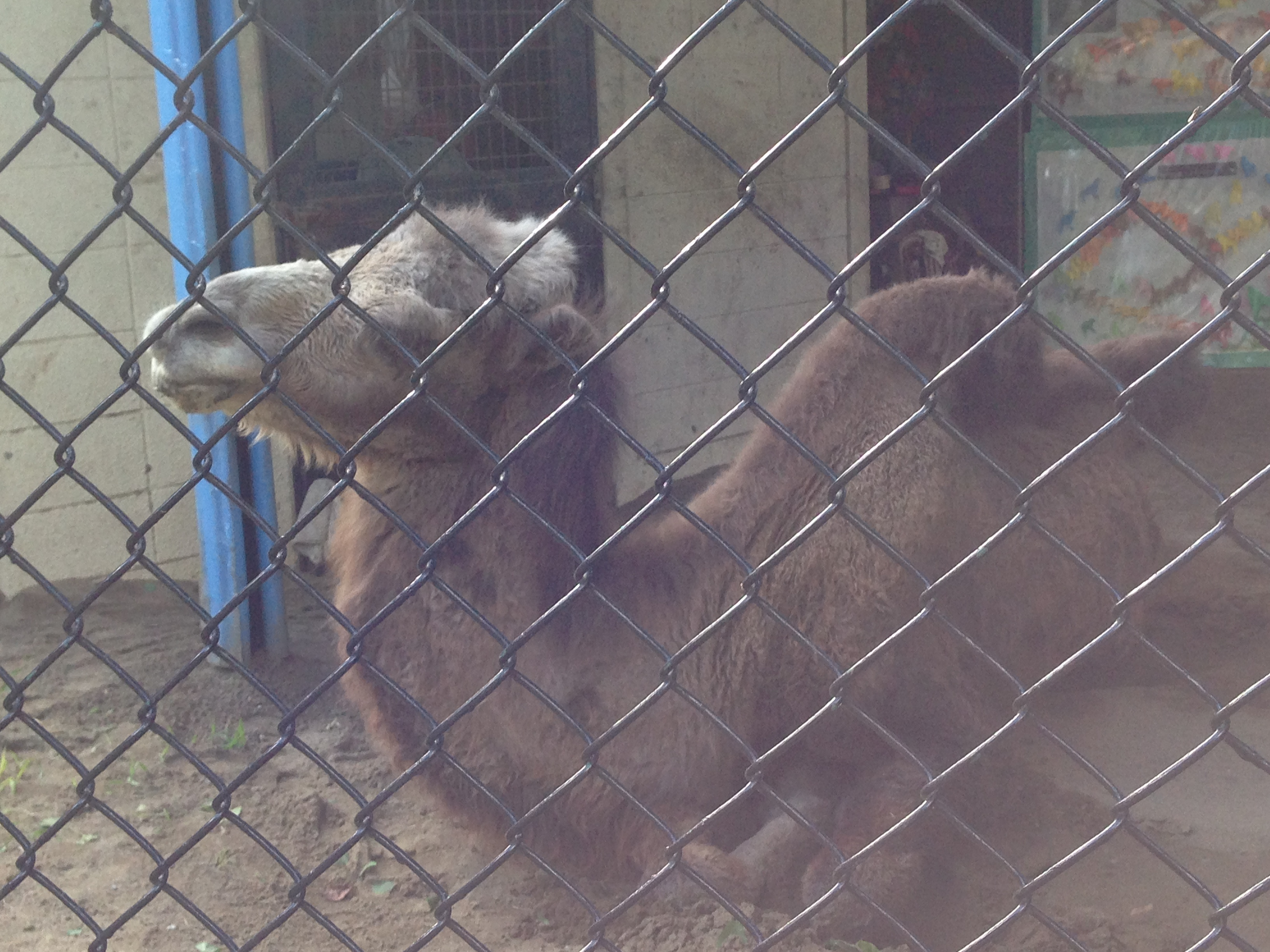
ツガル（2013年）

ツガル（1976年?月?日 - 2014年5月23日）は、神奈川県横浜市の野毛山動物園で飼育されていたメスのフタコブラクダ。世界最高齢のフタコブラクダだったことで知られる。敬意を込め、敬称つきで「ツガルさん」と呼ばれていた。

## 来歴
青森県むつ市の観光牧場で産まれ、両親ともども野辺地町のむつ湾インターナショナル・スピードウェイ跡地で運営されていた動物園へ移るが、動物園は閉鎖されることになる。両親のラクダは引き取り先が決まったが、ツガルは引き取り先が決まらず、取り残されることになった。生活道路でもある国道279号（通称「はまなすライン」）沿いだった動物園の敷地内で、自生する草や近隣住民から分けてもらった残り物を食べて野良ラクダとして過ごしていたツガルは「国道のラクダ」と呼ばれるようになり、新聞へ掲載されたり、雪の中に取り残されている模様をテレビ番組が採り上げたりするようになった。その番組を見ていた神奈川県民共済の理事長だった人物が、私費を投じて野毛山動物園に寄贈し、1982年12月18日に同園へ入園する。青森県出身ということでツガルと名付けられた。この年度、野毛山動物園の入園者数は100万人を突破している。
入園してすぐに北海道の動物園から来たオスのフタコブラクダ「ミチオ」と結婚し、7年ほどをいっしょに過ごしているが、子は生まれなかった。
1999年頃より、関節炎を発症し前肢が立たなくなってしまう。立ち上がれないツガルを心配する来園者の声が転機となり、2009年より始まった動物ガイドではツガルの生態や来歴、性格とともに、あまり動かないこと以外は元気であることが紹介されるようになった。また日本コエンザイムQ協会より提供された、老化防止に効果があるとされるコエンザイムQ10のサプリメントを服用し、毛並みや皮膚の状態が良くなり夏バテも起こさなくなるなど健康を維持していた。
2006年には31歳で日本国内最高齢のフタコブラクダとなり、2011年には36歳にして世界最高齢のフタコブラクダとなった。その際は、各メディアで採り上げられた。2012年、野毛山動物園の営業部長に就任する。
2013年の敬老の日にはツガルの長寿を祝って横浜市民のみならず神奈川県外からも長寿を願う「ラクダの折り紙」が合計8,000個超、野毛山動物園に送られてきた。折り紙の中には、関節炎を患っているツガルの姿を模して、前脚を曲げて座っている形のものもあった。ツガルは高齢ということもあり、昼寝していたり動かないことも多かったが、サービス精神は旺盛だったようで、来園者から声をかけられると反応して目線を送ったり身体を起こすことが何度もあった。また、来園者が多いときには昼寝せずに起きていることもあった。
2014年5月23日の午前から食欲がなくなり体調が悪化する。点滴などの処置を施すも、同日午後9時55分、老衰のため死亡した。
四十九日にあたる2014年7月10日より、ツガルが住んでいた展示場で企画展「ツガルさんのいえ」が開催された。当初、企画展は9月30日までの予定であったが、入園者数が予想以上に多く、12月28日まで延長開催された。2015年4月、2014年度の野毛山動物園の入園者数が100万人を超えたことが発表された。入園者数が100万人を超えるのは32年ぶりであり、奇しくもツガルが入園した1982年以来のことであった。
2015年5月23日には、一周忌に合わせて「ツガルさんをしのぶ会」が開催された。また一周忌を控えた2015年4月にも新作の人形が発売されるなど、グッズの売れ行きは衰えなかった。
2016年に野毛山動物園で開催された動物の骨格標本を展示する企画展「The ホネ展」では、ツガルの頭骨が初公開された。

## 賞歴
- 第1回（2008年） 日本動物大賞「功労動物賞」[2][18]
- 2014年 西区民顕彰[2]

## 書籍
- 日野多香子『みんなの友だち、ツガルさん』佼成出版社〈はじめてのノンフィクションシリーズ〉、2012年。ISBN 978-4333025756。
- 文:高岡昌江、絵:すがわらけいこ「ラクダのおばあさん ツガルさん（横浜市立野毛山動物園）」『動物のおじいさん、動物のおばあさん』学研教育出版、2014年。ISBN 978-4-05-203984-3。
- ゆみちゃん『ツガルさん』神奈川新聞社、2015年。ISBN 978-4876455409。